# Gabriella Bemporad
Gabriella Bemporad (Firenze, 27 maggio 1904 – Firenze, 20 gennaio 1999) è stata una saggista e traduttrice italiana.
Non aveva legami di parentela con Giovanna Bemporad. Visse lungamente a Firenze e a Roma: tradusse prevalentemente opere di Hofmannsthal, suo autore prediletto.

## Biografia
Figlia di Enrico Bemporad e Silvia De Benedetti, Gabriella Bemporad si laureò nel 1939 in lettere, presentando una tesi su Hugo von Hofmannsthal.  Essendo ebrea fu costretta, negli anni del fascismo, a utilizzare lo pseudonimo Gabriella Benci per via delle leggi razziali del 1938. Dopo aver trascorso la prima parte della sua vita a Firenze, dove ebbe modo di conoscere, tra gli altri, Cristina Campo, Mario Luzi e Leone Traverso, si trasferì a Roma a fine anni 1950, inizialmente con il proposito di visitare per qualche giorno l'amica Campo; vi si stabilì invece per circa un decennio. Lavorando a Roma entrò in contatto con Bobi Bazlen e Ernst Bernhard: con quest'ultimo iniziò una psicoanalisi che si protrasse per tre anni. Fu inclusa tra i candidati per la vittoria del Premio Monselice 1982 per quattro sue traduzioni di opere di Hofmannsthal uscite tra il 1979 e il 1982 per Adelphi. Morì nel 1999.

## Opere

### Traduzioni
- Hugo von Hofmannsthal, Andrea, o I ricongiunti, in Opere, vol. I, Milano, Cederna, 1946; Nuova ed. riveduta, Collana Biblioteca n.30, Milano, Adelphi, giugno 1970; Collana Gli Adelphi, Adelphi, 2019.
- Hugo von Hofmannsthal, Opere, Firenze, Vallecchi, 1948-1963.
- Hugo von Hofmannsthal, La donna senz'ombra, Firenze, Vallecchi, 1955.
- Martin Buber, I racconti dei Hassidim, Milano, Longanesi, 1962; Milano, Garzanti, 1979; Milano, Guanda, 1992, 2021.
- Hugo von Hofmannsthal, Il libro degli amici; Appunti e diari; Ad me ipsum, Firenze, Vallecchi, 1963.
- Ernst Bernhard, Mitobiografia, Milano, Adelphi, 1969.
- Eugen Herrigel, Lo zen e il tiro con l'arco, Milano, Adelphi, 1975.
- Hugo von Hofmannsthal, L'uomo difficile, Milano, Adelphi, 1976.
- Hugo von Hofmannsthal, La mela d'oro, Milano, Adelphi, 1982.
- Adalbert Stifter, Abdia, Milano, Adelphi, 1983.
- Adalbert Stifter, Cristallo di rocca, Milano, Adelphi, 1984.
- Heinrich von Kleist, Michael Kohlhaas: da una antica cronaca, Milano, SE, 1987.
- Hugo von Hofmannsthal, L'ignoto che appare: scritti 1891-1914, Milano, Adelphi, 1991 (con Leone Traverso e Giorgio Zampa).
- Gershom Scholem, I segreti della creazione: un capitolo del libro cabbalistico Zohar, Milano, Adelphi, 2003.